# ورند
ورند، روستایی است از توابع بخش کلیجان‌رستاق شهرستان ساری در استان مازندران ایران. روستای ورند از جنوب به جادهٔ اصلی ساری به کیاسر و کناره‌های رودخانه تجن متصل است. جمعیت این روستا ۱۵۰ خانوار و بالغ بر ۸۰۰ نفر است. بیشتر مردم ورند به کار کشاورزی و دامداری مشغولند. بنای تاریخی امام‌زاده علی که دارای قدمت ۱۳۰۰ ساله است از نوادگان سجاد است. روستای ورند دارای امکاناتی چون خانهٔ بهداشت، مسجد، تلفن و جادهٔ آسفالته است.

## جمعیت
این روستا در دهستان تنگه سلیمان قرار داشته و براساس آخرین سرشماری مرکز آمار ایران که در سال ۱۳۹۵ صورت گرفته، جمعیت آن ۸۰۰ نفر (۱۵۰ خانوار) بوده‌است.